# Deborah Ross (Politikerin)

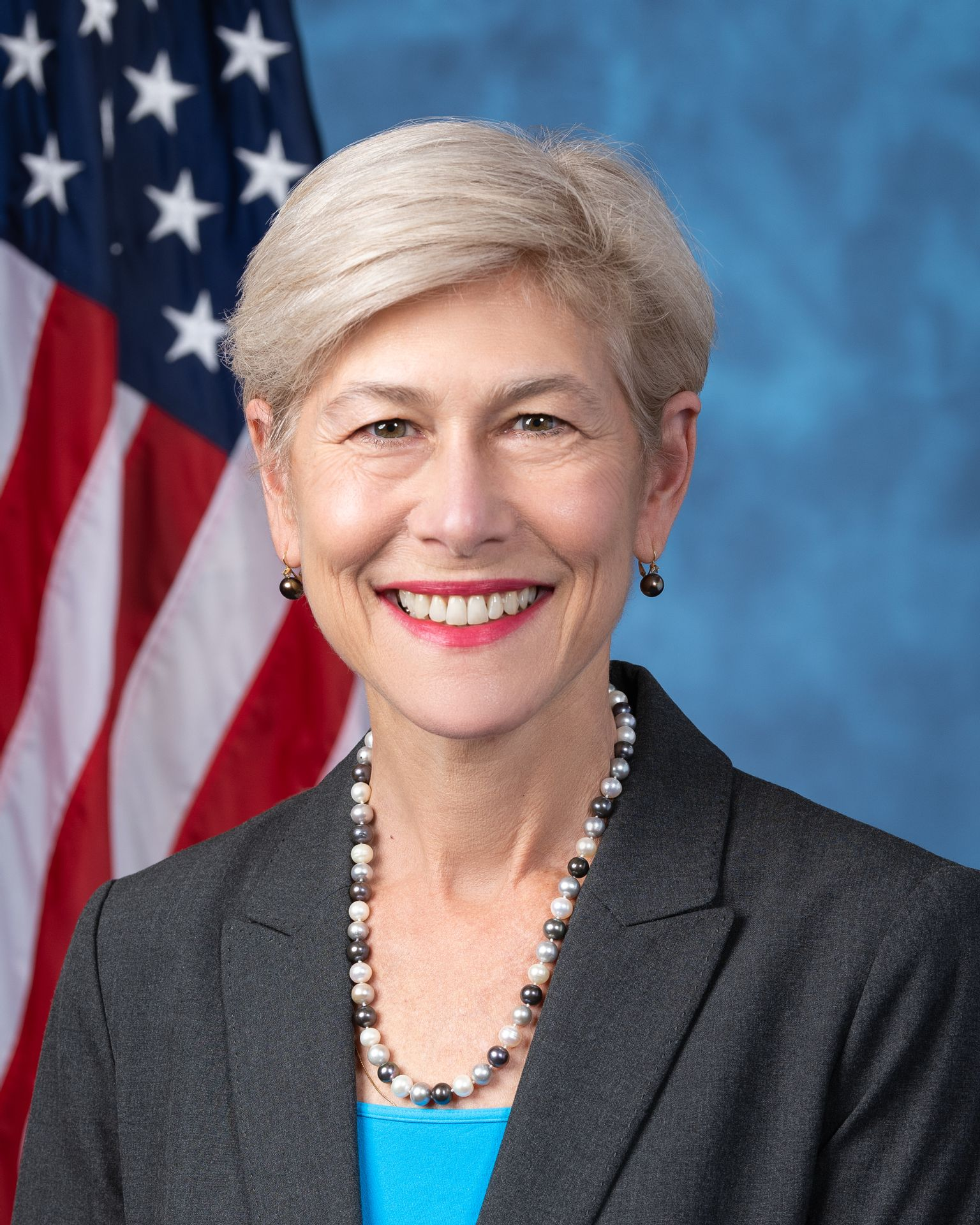
Deborah Ross (2020)

Deborah Koff Ross (* 20. Juni 1963 als Deborah Koff in Philadelphia, Pennsylvania) ist eine US-amerikanische Rechtsanwältin und Politikerin der Demokratischen Partei. Seit Januar 2021 vertritt sie als Abgeordnete den zweiten Distrikt des Bundesstaats North Carolina im Repräsentantenhaus der Vereinigten Staaten. Zuvor war sie von 2003 bis 2013 Mitglied des Repräsentantenhaus von North Carolina.

## Leben
Deborah Koff wurde in Philadelphia geboren und wuchs in Connecticut auf. Ihr Vater war als Arzt bei der United States Air Force tätig, ihre Mutter arbeitete als Vorschullehrerin. Ross studierte Rechtswissenschaften an der Brown University und erlangte 1990 den akademischen Grad Juris Doctor (J.D.) an der University of North Carolina at Chapel Hill. Nach ihrem Studium war Ross für eine Anwaltskanzlei in Raleigh tätig. Seit 1994 war sie Vorsitzende der American Civil Liberties Union für den Bundesstaat North Carolina. Von diesem Posten trat sie nach Ankündigung ihrer Kandidatur für das Repräsentantenhaus von North Carolina im Jahr 2002 zurück. Seit 2017 ist sie für die Anwaltskanzlei Smith Moore Leatherwood LLP tätig, die im November 2018 mit Fox Rothschild fusionierte.

## Politik
2002 wurde Ross erstmals in das Repräsentantenhaus von North Carolina gewählt. Bei der Wahl im Jahr 2004 setzte sie sich gegen Phil Jeffreys für eine weitere Amtszeit durch und 2006 wurde sie ohne Gegenkandidaten für eine dritte Amtszeit bestätigt. Seit 2007 war Ross Whip der Demokratischen Partei im Repräsentantenhaus. Am 1. Mai 2013 gab sie bekannt, zu Beginn des Folgemonats von ihrem Mandat zurückzutreten und in die Privatwirtschaft zurückzukehren. Danach war sie bis 2015 als Rechtsberaterin für die Research Triangle Regional Public Transportation Authority tätig. 2016 war Ross die Kandidatin der Demokratischen Partei bei der Wahl zum Senat der Vereinigten Staaten, unterlag jedoch dem republikanischen Amtsinhaber Richard Burr.
Am 2. Dezember 2019 gab Deborah K. Ross ihre Kandidatur für den zweiten Kongresswahlbezirk von North Carolina bei der Wahl zum Repräsentantenhaus der Vereinigten Staaten im November 2020 bekannt. Bei der parteiinternen Vorwahl am 3. März 2020 setzte Ross sich mit mehr als 70.000 Stimmen Vorsprung gegen die zweitplatzierte Monika Johnson-Hostler und zwei weitere Kandidaten durch. Die Wahl am 3. November 2020 entschied Ross mit 63 Prozent der Stimmen gegen den Republikaner Alan Swain und Jeff Matemu von der Libertarian Party ebenfalls für sich. Ihre Amtszeit begann am 3. Januar 2021, Ross löste im Repräsentantenhaus den Republikaner George Holding ab.
Die Primary (Vorwahl) ihrer Partei für die Wahlen 2022 wurde ohne Gegenkandidaten abgesagt und sie erneut zur Kandidatin bestimmt. Sie trat dadurch am 8. November 2022 gegen Christine Villaverde von der Republikanischen Partei an. Sie gewann diese Wahl mit 63 % der Stimmen klar und war dadurch auch im Repräsentantenhaus des 118. Kongresses vertreten. Bei der Vorwahl zur folgenden Kongresswahl 2024 setzte sie sich mit 93,6 % klar durch. und siegte mit 66,3 % wie schon 2020 gegen den Republikaner Alan Swain. Deborah Ross’ aktuelle Legislaturperiode in dem Repräsentantenhaus des 119. Kongresses dauert noch bis zum 3. Januar 2027.

### [veraltet]Ausschüsse
Koff Ross ist aktuell Mitglied in folgenden Ausschüssen des Repräsentantenhauses:
- Committee on Ethics
- Committee on Science, Space, and Technology
  - Energy
  - Environment
- Committee on the Judiciary
  - Courts, Intellectual Property, and the Internet
  - Immigration Integrity, Security, and Enforcement
- Select Subcommittee on the Coronavirus Pandemic

Zuvor war sie auch Mitglied im Committee on Rules. Sie ist außerdem Mitglied in der New Democrat Coalition sowie in 20 weiteren Caucuses.